# 吹送流

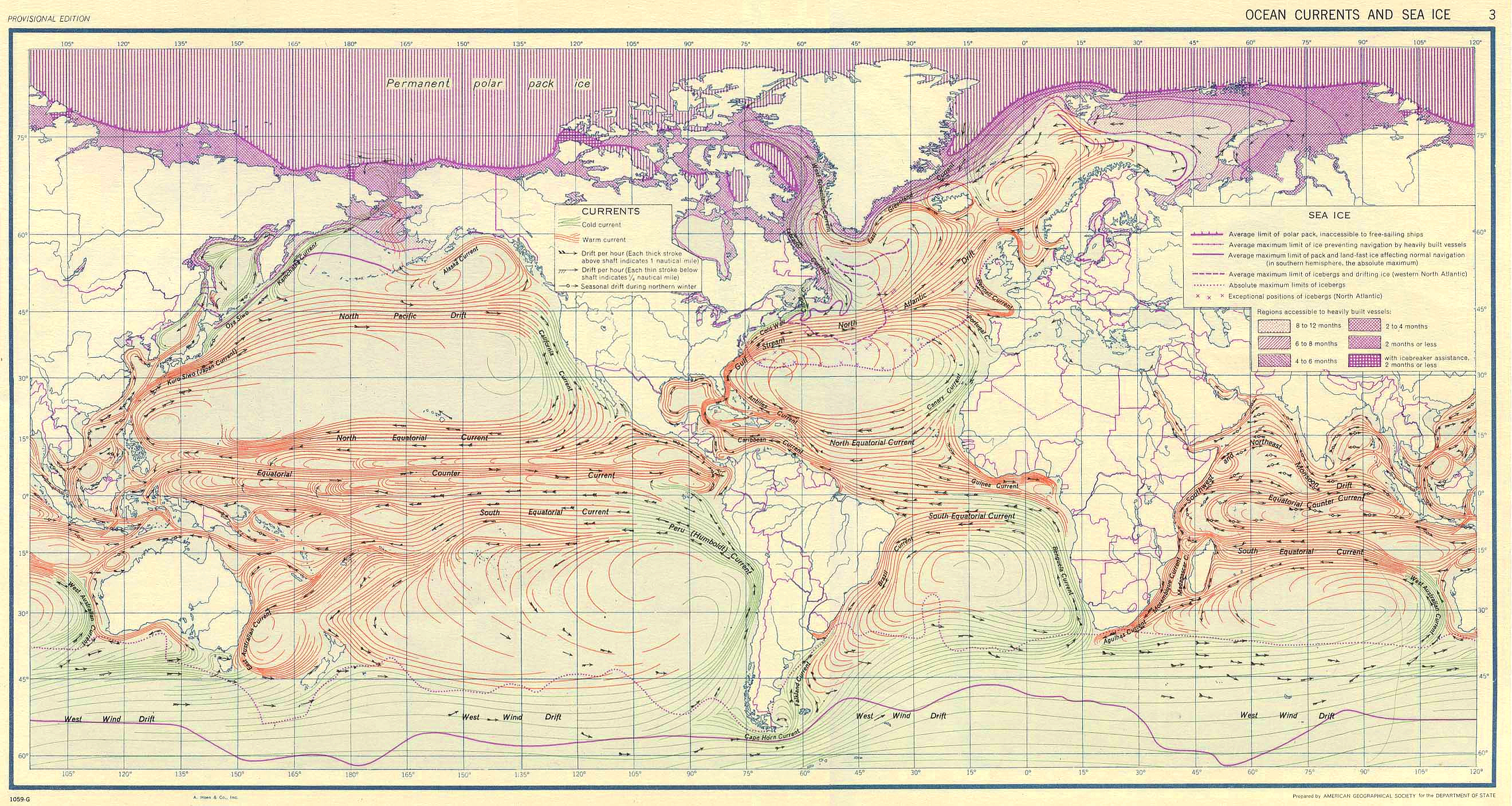
世界洋流概要。

吹送流或漂流（英語：drift current），是指海面上持續而固定吹的風（像是固定吹拂的信風或是西風） 使海水的流動。以北太平洋為例，北赤道洋流就是因為東北信風所造成；而中緯度長年吹西風，亦使得北太平洋洋流向東流動。在大洋中的表面洋流，大都是屬於這種因風吹送所造成的吹送流。

## 來源
- 〈地理〉三民出版：第五章 水文 P.157